# Список пещер Словакии
В Словакии обнаружено и задокументировано всего более 6200 пещер, из них около 400 изучены и около 13 открыты для туристов. За пещерами следит Словацкая спелеологическая служба.
| №  | Название пещеры              | Регион                       | Оригинальное название       | Особенности                                                                   | Доступность для туристов |
| -- | ---------------------------- | ---------------------------- | --------------------------- | ----------------------------------------------------------------------------- | ------------------------ |
| 1  | Бельянская пещера            | Высокие Татры                | Belianska                   | Единственная открытая в Высоких Татрах, часто проводятся музыкальные концерты | Да (до 1752 м)           |
| 2  | Брестовская пещера           | Прешовский край              | Brestovská                  | Шоу-пещера с уникальными сталагмитами                                         | Да                       |
| 3  | Быстрианская пещера          | Низкие Татры                 | Bystrianska                 | Спелеотерапия (лечение дыхательных путей)                                     | Да                       |
| 4  | Деменовская пещера Свободы   | Низкие Татры                 | Demänovská jaskyňa slobody  | Крупная пещера с «Изумрудным озером» и «Большим куполом»                      | Да (1800 м)              |
| 5  | Деменовская ледяная пещера   | Низкие Татры                 | Demänovská ľadová jaskyňa   | Ледяная пещера, маршрут ~45 минут                                             | Да                       |
| 6  | Добшинская ледяная пещера    | Словацкий рай                | Dobšinská ľadová jaskyňa    | Ледяная пещера, ледяные водопады, объект ЮНЕСКО                               | Да (515 м)               |
| 7  | Домицкая пещера              | Словацкий карст              | Domica Slovenský kras       | Археологические находки, речной маршрут                                       | Да (1600 м)              |
| 8  | Дрины                        | Малые Карпаты                | Driny Malé Karpaty          | Известняковая пещера, шоу-пещера                                              | Да                       |
| 9  | Гомбасецкая пещера           | Словацкий карст              | Gombasecká Slovenský kras   | Уникальные «соломинные» сталагмиты, спелеотерапия                             | Да (530 м)               |
| 10 | Харманецкая пещера           | Словацкий карст              | Harmanecká Slovenský kras   | «Белая» пещера с мягким белым синтером                                        | Да                       |
| 11 | Ясовская пещера              | Словацкий карст              | Jasovská Slovenský kras     | Самая старая публичная пещера, летучие мыши                                   | Да (850 м)               |
| 12 | Охтинская арагонитная пещера | Словацкий карст              | Ochtinská aragonitová       | Редчайшая арагонитовая пещера, объект ЮНЕСКО                                  | Да                       |
| 13 | Важецкая                     | Северный край                | Važecká Žilinský kraj       | Известняковая пещера с ледяными образованиями                                 | Да                       |
| 14 | Бойницкая замковая пещера    | Бойнице                      | Bojnická                    | Пещера в склонах замка Бойнице                                                | Нет                      |
| 15 | Пещера мертвых летучих мышей | Низкие Татры                 | Jaskyňa mŕtvych netopierov  | Известна большим скоплением летучих мышей                                     | Нет                      |
| 16 | Крашногорская пещера         | Словацкий карст              | Krásnohorská Slovenský kras | Самая крупная сталагмита в мире (⌀12 м, высота 32,7 м)                        | Нет                      |
| 17 | Станишовская пещера          | Ясненская долина             | Stanišovská Jasenská dolina | Интересные сталагмиты                                                         | Нет                      |
| 18 | Плохая дыра                  | Бахурень                     | Zlá diera                   | Природная пещера в карсте                                                     | Нет                      |
| 19 | Свиной провал                | Словацкий карст              | Diviačia priepasť           | Интересна для спелеологов                                                     | Нет                      |
| 20 | Медвежья                     | Словацкий рай                | Medvedia jaskyňa            | Пещера с археологическими находками                                           | Нет                      |
| 21 | Чёртова печь                 | Словацкий карст              | Čertova diera               | Легенды и природная красота                                                   | Нет                      |
| 22 | Дриеновская пещера           | Прешовский край              | Drienovská                  | Гипсовые кристаллы, неолитические артефакты                                   | Нет                      |
| 23 | Малый железный провал        | Словацкий карст              | Malá železná priepasť       | Достаточно глубокая пещера                                                    | Нет                      |
| 24 | Яворовский провал            | Низкие Татры                 | Javorová priepasť           | Глубокая вертикальная пещера                                                  | Нет                      |
| 25 | Пещера лунной тени           | Словацкий карст              | Mesačný tieň                | Самая длинная и глубокая пещерная система                                     | Нет                      |
| 26 | Старый замок                 | Словацкий карст              | Starý hrad                  | Самая глубокая пещера Словакии                                                | Нет                      |
| 27 | Силицкая ледяная             | Словацкий карст              | Silická ľadnica             | Ледяная пещера с природными льдами                                            | Нет                      |
| 28 | Алебастра                    | Белянские Татры              | Alabastrová jaskyňa         | Памятник природы                                                              | Нет                      |
| 29 | Ардовская                    | Словацкий карст              | Ardovská jaskyňa            | Флювиокарстовая пещера                                                        | Нет                      |
| 30 | Бабиратка                    | Долина Радотина              | Babirátka                   | Находиться в охраняемой ландшафтной зоне «Стражовские вершины»                | Да                       |
| 31 | Пещера Бенедикта             | Монастырский комплекс Скалка | Benediktova jaskyňa         | Часть экскурсионного маршрута местного монастыря                              | Да                       |